# Shisha Pangma
El Shisha Pangma, también conocido como Gosainthān, es la decimocuarta montaña más alta de la Tierra y con sus 8027 m s. n. m., es el más bajo de los catorce ochomiles, aunque no el menos peligroso. Fue el último de todos los picos mayores de 8000 m s. n. m. en ser escalado, debido, esencialmente, a su situación aislada, completamente en el interior de la región del Tíbet, y debido a las continuas restricciones para escaladas y visitas impuestas por el gobierno de China y por las autoridades locales de la Región Autónoma del Tíbet.

## Denominación
Hay varias teorías sobre el significado del origen del nombre de la montaña. El geólogo Toni Hagen explica el nombre en el sentido de una "llanura cubierta de hierba" o "prado" (Pangma) por encima de una "cresta" o "cordillera" (shisha o Chisa) en el dialecto local tibetano, significando, en rasgos generales, la "cresta o cordillera sobre la planicie de hierba".
Por otra parte, el estudioso del Tíbet, Guntram Hazod se hace eco de una historia local que explica el nombre de la montaña en cuanto a su significado literal en el idioma tibetano: shisha, que significa "carne de un animal que murió por causas naturales"; y sbangma, que significa "restos de malta sobrantes de la fabricación de cerveza." Según la tradición local, un año que se produjo una fuerte nevada, mató a la mayoría de los animales en los prados y todo lo que las personas que vivían cerca de la montaña tenían para tratar de sobrevivir era comer la carne de los animales muertos y los restos de la malta sobrante de la fabricación de cerveza, por lo que el montaña fue nombrada shisha Pangma (shisha sbangma), significa "la carne de los animales muertos o residuos de malta".
En lenguaje sánscrito, el nombre “Gosainthan” significa “lugar donde habita el santo” o “moríada de Dios”.

## Geografía
El Shisha Pangma está ubicado en la zona centro-meridional del Tíbet, a tan sólo cinco kilómetros de la frontera con Nepal. De hecho, se trata del único ochomil que se encuentra situado íntegramente en territorio chino. Es también el pico más alto de la cordillera Jugal Himal, que se considera comúnmente una prolongación del macizo de Langtang Himal. El Jugal / Langtang Himal se extiende a ambos lados de la frontera entre el Tíbet y Nepal. Dado que el Shisha Pangma está situado sobre la meseta del Tíbet, en la zona norte del Himalaya y mucho más lejos del terreno más bajo de Nepal (la altitud media del Tíbet está en torno a los 4500 m s. n. m.), la montaña tiene un relieve vertical mucho menos destacado que la mayoría de los grandes picos del Himalaya.
El Shisha Pangma cuenta, además del pico más alto, que constituye la cumbre principal, fijada en un mapa reciente de China a 8.012 metros (otras fuentes sostienen que la altitud es de 8.013 y 8.027 m), otras dos cimas distintivas y ligeramente inferiores: la cumbre central o media (cumbre que de acuerdo a diferentes fuentes mide 7999 m, 8008 m u 8013 m) y el Pico Occidental, o cumbre occidental, con 7.950 o 7.966 m.

## Ascensos e intentos de escalada
Hasta 2009, 24 personas habían muerto escalando el Shisha Pangma, incluyendo a Alex Lowe y Dave Bridges (ambos estadounidenses) en 1999 y el veterano alpinista portugués Bruno Carvalho. Sin embargo, el Shisha Pangma es uno de los ochomiles "más fáciles" de escalar. La ruta normal asciende por la arista de la cara noroeste, siguiendo la ruta conocida como  ("Vía del Norte"), y cuenta con un acceso relativamente fácil hasta el campo base, hasta donde, curiosamente, se puede acceder sin problemas en vehículo todoterreno, pese a que está situado en torno a los 5000 m de altitud, gracias a las facilidades que proporciona la planicie de la meseta del Tíbet. Las rutas en la cara suroeste, mucho más pronunciadas, son técnicamente más exigentes y conllevan un ascenso de más de 2.000 m. a través de una pendiente que llega a alcanzar los 50 grados de inclinación.

### Primer ascenso
El Shisha Pangma fue escalado por primera vez a través de la ruta del Camino del Norte el 2 de mayo de 1964 por una expedición china dirigida por Xǔ Jing 许 竞. Además de Xǔ Jing, el equipo que alcanzó con éxito la cumbre incluía a los montañeros Zhāng Junyan 张俊 岩, Wang Fuzhou 王富洲, Wu ZongYue 邬 宗 岳, Chén San 陈 三, Soinam Dorje (Suǒnán Duoji 索南多吉), Chéng Tianliang 程天亮, Migmar Zhaxi (Mǐmǎ Zhaxi 米马扎西), Dorje (Duoji 多吉) y Yun Deng 云.

### Posteriores intentos y ascensos
- 1980, el 7 de mayo, se consigue el Segundo ascenso con éxito a través de la "Ruta Norte", realizado por dos cordadas de un equipo alemán compuestas, la primera, por Michl Dacher, Wolfgang Schaffert, Gunter Sturm and Fritz Zintl, y la segunda por Sigi Hupfauer and Manfred Sturm, que alcanzan la cumbre el 12 de mayo.[8]
- 1980, el 13 de octubre se realiza el tercer ascenso con éxito a través de la cara ruta por la cara norte de los escaladores Ewald Putz y Egon Obojes, como parte de un equipo formado por una expedición austriaca.[9]
- 1981, el 30 de abril, se consigue el cuarto ascenso gracias a una expedición japonesa de mujeres entre cuyas integrantes figuran Junko Tabei, Rinzing Phinzo and Gyalbu Jiabu.[9]
- 1981, el 28 de mayo, Reinhold Messner y Friedl Mutschlechner realizan el 5.º ascenso con éxito por la ruta habitual, como parte de una expedición austriaca a la montaña.[9]
- 1982, el 28 de mayo, se consigue el primer ascenso en estilo alpino de los británicos Doug Scott, Alex Macintyre y Roger Baxter-Jones  por la conocida como "Ruta Británica", que discurre por la cara suroeste, también conocida como "Couloir a mano derecha". La ruta, tal como su nombre indica, discurre por la arista derecha de la cara suroeste.[8]
- 1987, 18 de septiembre,[10][11][12] Elsa Ávila y Carlos Carsolio se convierten en los primeros mexicanos en escalar con éxito la montaña. Para Ávila, se trata de su primer ochomil y para Carsolio, su segundo, siguiendo a través de la ruta de la cara norte por la cresta hasta la cumbre central y, a continuación, a lo largo del cresta superior hasta la cumbre principal, siendo acompañados por Wanda Rutkiewicz, Ramiro Navarrete y Ryszard Warecki.[9][10][11]
- 1987, el 18 de septiembre, los polacos Jerzy Kukuczka y Artur Hajzer consiguen la cima abriendo una nueva ruta a través de la arista oeste. La ruta discurre por el pilar oeste hasta alcanzar la cumbre occidental, desde donde se alcanzan en primer lugar la cumbre central para finalmente alcanzar la cima principal. Además, al margen de abrir una nueva vía, Kukuczka desciende esquiando hasta el campo base partiendo casi desde la misma cima, convirtiéndose en el segundo hombre de la historia en culminar la totalidad de los catorce ochomiles.[9][10][11][12]
- 1987, 19 de septiembre: escalada con éxito del británico Alan Hinkes y del norteamericano Steve Untch a través de couloir central por la cara norte.[9][10][11][12]
- 1989, 19 de octubre: los escaladores Andrej Stremfelj y Pavle Kozjek alcanzan la cima por la vía central de la cara suroeste.[10][11][12][13]
- 1990, El polaco Wojciech Kurtyka y los suizos Erhard Loretan y Jean Troillet intentan la arista izquierda de la cara suroeste sin lograr alcanzar la cima.[10][11]),[12][14]
- 1993, El gran escalador polaco Krzysztof Wielicki alcanza la cima en solitario por el espolón derecho de la cara suroeste.[10][11][12][14]
- 1993, 22 de mayo: los argentinos Marcos Couch (Centro Andino de Buenos Aires) y Nicolás de la Cruz (Centro Andino de Bariloche), consiguieron llegar a la cima. La expedición fue integrada por Héctor Cuiñas, Pablo Schlogl, Ulises Vitale, Avo Nacachian,Gabriel Ruiz, Sergio Noguera, Aníbal Maturano, Jorge Garcés y Flavio Lisi. Cabe destacar que el ascenso fue hecho sin uso de oxígeno suplementario y sin sherpas de apoyo.[15][16][17]
- 1994, Los franceses Catherine Destivelle y Erik Decamp intentan sin éxito la arista izquierda de la cara suroeste sin lograr alcanzar la cima.[10][11]
- 2002, 5 de mayo: los surcoreanos Park Jun Hun y Kang Yeon Ryoung abren una nueva vía por la cara suroccidental.[13]
- 2002, 26 de octubre: el esloveno Tomaž Humar, Maxut Zhumayev, Denis Urubko, Alexey Raspopov y Vassily Pivtsov alcanzan con éxito la cima. El extraordinario alpinista Tomaž Humar asciende los últimos 200 metros por pendientes con un 50°-80° de inclinación y desciende luego durante 700 m. por otra pendiente de 65°–75°.
- 2004, 11 de diciembre: el francés Jean-Christophe Lafaille genera un considerable controversia cuando escala en solitario por la ruta británica en la cara suroccidental, reclamando el primer ascenso invernal de la cumbre, pese a que por la fecha aún no había entrado el invierno, si bien realiza la escalada en condiciones plenamente invernales.[18]
- 2005, 14 de enero: primer ascenso oficialmente invernal realizado por el polaco Piotr Morawski y gran escalador italiano Simone Moro.[19]
- 2010, 17 de mayo: la española Edurne Pasabán consigue alcanzar la cima, completando su lista de ascensión de los 14 ochomiles, y convirtiéndose así en la primera mujer en la historia que logra llegar a la cima de las 14 cumbres más altas del planeta.
- 2011, 16–17 de abril: el suizo Ueli Steck escala en solitario la cara suroeste en tan solo 10 horas y media, partiendo del campo base a 5,306 m. a las 10:30 de la noche del 16 de abril y regresando a salvo veinte horas más tarde.[20][21]